# Opiná
Opiná este o comună slovacă, aflată în districtul Košice-okolie din regiunea Košice. Localitatea se află la altitudinea de 367 m deasupra n.m., se întinde pe o suprafață de 12,07 km2 și în 2017 număra 184 de locuitori.

## Istoric
Localitatea Opiná este atestată documentar din 1229.

## Demografie
| An:                | 1994 | 2004   | 2014   | 2024   |
| ------------------ | ---- | ------ | ------ | ------ |
| Număr de persoane: | 163  | 176    | 190    | 195    |
| Diferență:         |      | +7,97% | +7,95% | +2,63% |

| An:                | 2023 | 2024  |
| ------------------ | ---- | ----- |
| Număr de persoane: | 200  | 195   |
| Diferență:         |      | −2,5% |